# Marinilla (kommun)
Marinilla är en kommun i Colombia.   Den ligger i departementet Antioquía, i den centrala delen av landet, 220 km nordväst om huvudstaden Bogotá. Antalet invånare är 45 548. Arean är 118 kvadratkilometer.
Terrängen i Marinilla är platt åt sydväst, men åt nordost är den kuperad.